# Lignes saônoises
Les Lignes saônoises était le réseau de transport interurbain du département de la Haute-Saône, en région Bourgogne-Franche-Comté jusqu'au 31 août 2018. Plusieurs entreprises sont adjudicataires des vingt lignes mises en place dans le département. Elles desservent 110 communes. Le transport scolaire, rendu gratuit grâce au conseil départemental, est une part importante des activités de ce service.

## Histoire
Le 1er janvier 2017, la loi NOTRe a transféré des départements aux régions l'organisation du transport routier de voyageurs. Le 1er septembre 2018, Les Lignes saônoises deviennent Mobigo Bourgogne-Franche-Comté.

## Transporteurs
La societé TARD Michel et fils exploite les lignes 4, 5, 10 et 13 tandis que la société Nouvelle DANH Tourisme s'occupe des lignes 1, 2, 3, 6, 7, 8, 9, 11, 12, 14, 15, 17, 18, 19 et 20.

## Lignes du réseau
Liste des lignes au 1er juillet 2016
| Ligne | Caractéristiques | Caractéristiques                                    | Caractéristiques                                    | Caractéristiques                                    | Caractéristiques                                    | Caractéristiques                                    | Caractéristiques                                    | Caractéristiques                                    | Caractéristiques                                    |
| 1     | GY ⥋ VESOUL | GY ⥋ VESOUL                                         | GY ⥋ VESOUL                                         | GY ⥋ VESOUL                                         | GY ⥋ VESOUL                                         | GY ⥋ VESOUL                                         | GY ⥋ VESOUL                                         | GY ⥋ VESOUL                                         | GY ⥋ VESOUL                                         |
| ----- | --- | --------------------------------------------------- | --------------------------------------------------- | --------------------------------------------------- | --------------------------------------------------- | --------------------------------------------------- | --------------------------------------------------- | --------------------------------------------------- | --------------------------------------------------- |
| 1     | Ouverture / Fermeture — / — | Longueur —                                          | Durée —                                             | Nb. d’arrêts 19                                     | Matériel Bus                                        | Jours de fonctionnement L, Ma, Me, J, V             | Jour / Soir / Nuit / Fêtes O / N / N / N            | Voy. / an —                                         | Transporteur Nouvelle DANH Tourisme                 |
| 1     | Desserte : Gy, Bucey-lès-Gy, Velleclaire, Villers-Chemin-et-Mont-lès-Étrelles, Fretigney-et-Velloreille, Grandvelle-et-le-Perrenot, Mailley-et-Chazelot, Velleguindry-et-Levrecey et Vesoul.                             |                                                     |                                                     |                                                     |                                                     |                                                     |                                                     |                                                     |                                                     |
| 1     | Autre : |                                                     |                                                     |                                                     |                                                     |                                                     |                                                     |                                                     |                                                     |
| 1     | Dernière actualisation : — |                                                     |                                                     |                                                     |                                                     |                                                     |                                                     |                                                     |                                                     |
| 2     | COMBEAUFONTAINE ⥋ VESOUL | COMBEAUFONTAINE ⥋ VESOUL                            | COMBEAUFONTAINE ⥋ VESOUL                            | COMBEAUFONTAINE ⥋ VESOUL                            | COMBEAUFONTAINE ⥋ VESOUL                            | COMBEAUFONTAINE ⥋ VESOUL                            | COMBEAUFONTAINE ⥋ VESOUL                            | COMBEAUFONTAINE ⥋ VESOUL                            | COMBEAUFONTAINE ⥋ VESOUL                            |
| 2     | Ouverture / Fermeture — / — | Longueur —                                          | Durée —                                             | Nb. d’arrêts 15                                     | Matériel Bus                                        | Jours de fonctionnement L, Ma, Me, J, V             | Jour / Soir / Nuit / Fêtes O / N / N / N            | Voy. / an —                                         | Transporteur Nouvelle DANH Tourisme                 |
| 2     | Desserte : Combeaufontaine, La Neuvelle-lès-Scey, Scey-sur-Saône-et-Saint-Albin, Port-sur-Saône et Vesoul. |                                                     |                                                     |                                                     |                                                     |                                                     |                                                     |                                                     |                                                     |
| 2     | Autre : |                                                     |                                                     |                                                     |                                                     |                                                     |                                                     |                                                     |                                                     |
| 2     | Dernière actualisation : — |                                                     |                                                     |                                                     |                                                     |                                                     |                                                     |                                                     |                                                     |
| 3     | VAUVILLERS ⥋ VESOUL | VAUVILLERS ⥋ VESOUL                                 | VAUVILLERS ⥋ VESOUL                                 | VAUVILLERS ⥋ VESOUL                                 | VAUVILLERS ⥋ VESOUL                                 | VAUVILLERS ⥋ VESOUL                                 | VAUVILLERS ⥋ VESOUL                                 | VAUVILLERS ⥋ VESOUL                                 | VAUVILLERS ⥋ VESOUL                                 |
| 3     | Ouverture / Fermeture — / — | Longueur —                                          | Durée —                                             | Nb. d’arrêts 16                                     | Matériel Bus                                        | Jours de fonctionnement L, Ma, Me, J, V             | Jour / Soir / Nuit / Fêtes O / N / N / N            | Voy. / an —                                         | Transporteur Nouvelle DANH Tourisme                 |
| 3     | Desserte : Vauvillers, Polaincourt-et-Clairefontaine, Saint-Remy, Senoncourt, Amance, Faverney, Bougnon et Vesoul. |                                                     |                                                     |                                                     |                                                     |                                                     |                                                     |                                                     |                                                     |
| 3     | Autre : |                                                     |                                                     |                                                     |                                                     |                                                     |                                                     |                                                     |                                                     |
| 3     | Dernière actualisation : — |                                                     |                                                     |                                                     |                                                     |                                                     |                                                     |                                                     |                                                     |
| 4     | FOUGEROLLES ⥋ VESOUL | FOUGEROLLES ⥋ VESOUL                                | FOUGEROLLES ⥋ VESOUL                                | FOUGEROLLES ⥋ VESOUL                                | FOUGEROLLES ⥋ VESOUL                                | FOUGEROLLES ⥋ VESOUL                                | FOUGEROLLES ⥋ VESOUL                                | FOUGEROLLES ⥋ VESOUL                                | FOUGEROLLES ⥋ VESOUL                                |
| 4     | Ouverture / Fermeture — / — | Longueur —                                          | Durée —                                             | Nb. d’arrêts 19                                     | Matériel Bus                                        | Jours de fonctionnement L, Ma, Me, J, V             | Jour / Soir / Nuit / Fêtes O / N / N / N            | Voy. / an —                                         | Transporteur SAS TARD Michel et fils                |
| 4     | Desserte : Fougerolles, Corbenay, Aillevillers-et-Lyaumont, Corbenay, Saint-Loup-sur-Semouse, Ainvelle, Conflans-sur-Lanterne, La Villedieu-en-Fontenette, Neurey-en-Vaux, Varogne, Flagy, Auxon et Vesoul.              |                                                     |                                                     |                                                     |                                                     |                                                     |                                                     |                                                     |                                                     |
| 4     | Autre : |                                                     |                                                     |                                                     |                                                     |                                                     |                                                     |                                                     |                                                     |
| 4     | Dernière actualisation : — |                                                     |                                                     |                                                     |                                                     |                                                     |                                                     |                                                     |                                                     |
| 5     | SAINT-LOUP-SUR-SEMOUSE - LUXEUIL-LES-BAINS ⥋ VESOUL | SAINT-LOUP-SUR-SEMOUSE - LUXEUIL-LES-BAINS ⥋ VESOUL | SAINT-LOUP-SUR-SEMOUSE - LUXEUIL-LES-BAINS ⥋ VESOUL | SAINT-LOUP-SUR-SEMOUSE - LUXEUIL-LES-BAINS ⥋ VESOUL | SAINT-LOUP-SUR-SEMOUSE - LUXEUIL-LES-BAINS ⥋ VESOUL | SAINT-LOUP-SUR-SEMOUSE - LUXEUIL-LES-BAINS ⥋ VESOUL | SAINT-LOUP-SUR-SEMOUSE - LUXEUIL-LES-BAINS ⥋ VESOUL | SAINT-LOUP-SUR-SEMOUSE - LUXEUIL-LES-BAINS ⥋ VESOUL | SAINT-LOUP-SUR-SEMOUSE - LUXEUIL-LES-BAINS ⥋ VESOUL |
| 5     | Ouverture / Fermeture — / — | Longueur —                                          | Durée —                                             | Nb. d’arrêts 23                                     | Matériel Bus                                        | Jours de fonctionnement L, Ma, Me, J, V             | Jour / Soir / Nuit / Fêtes O / N / N / N            | Voy. / an —                                         | Transporteur SAS TARD Michel et fils                |
| 5     | Desserte : Saint-Loup-sur-Semouse, Fontaine-lès-Luxeuil, Luxeuil-les-Bains, Saint-Sauveur, La Chapelle-lès-Luxeuil, Baudoncourt, Saulx, Comberjon, Colombier et Vesoul.                                                  |                                                     |                                                     |                                                     |                                                     |                                                     |                                                     |                                                     |                                                     |
| 5     | Autre : |                                                     |                                                     |                                                     |                                                     |                                                     |                                                     |                                                     |                                                     |
| 5     | Dernière actualisation : — |                                                     |                                                     |                                                     |                                                     |                                                     |                                                     |                                                     |                                                     |
| 6     | VESOUL ⥋ LURE | VESOUL ⥋ LURE                                       | VESOUL ⥋ LURE                                       | VESOUL ⥋ LURE                                       | VESOUL ⥋ LURE                                       | VESOUL ⥋ LURE                                       | VESOUL ⥋ LURE                                       | VESOUL ⥋ LURE                                       | VESOUL ⥋ LURE                                       |
| 6     | Ouverture / Fermeture — / — | Longueur —                                          | Durée —                                             | Nb. d’arrêts 9                                      | Matériel Bus                                        | Jours de fonctionnement L, Ma, Me, J, V             | Jour / Soir / Nuit / Fêtes O / N / N / N            | Voy. / an —                                         | Transporteur Nouvelle DANH Tourisme                 |
| 6     | Desserte : Vesoul, Velleminfroy, Pomoy, Genevreuille, Amblans-et-Velotte et Lure. |                                                     |                                                     |                                                     |                                                     |                                                     |                                                     |                                                     |                                                     |
| 6     | Autre : |                                                     |                                                     |                                                     |                                                     |                                                     |                                                     |                                                     |                                                     |
| 6     | Dernière actualisation : — |                                                     |                                                     |                                                     |                                                     |                                                     |                                                     |                                                     |                                                     |
| 7     | LURE ⥋ LUXEUIL-LES-BAINS | LURE ⥋ LUXEUIL-LES-BAINS                            | LURE ⥋ LUXEUIL-LES-BAINS                            | LURE ⥋ LUXEUIL-LES-BAINS                            | LURE ⥋ LUXEUIL-LES-BAINS                            | LURE ⥋ LUXEUIL-LES-BAINS                            | LURE ⥋ LUXEUIL-LES-BAINS                            | LURE ⥋ LUXEUIL-LES-BAINS                            | LURE ⥋ LUXEUIL-LES-BAINS                            |
| 7     | Ouverture / Fermeture — / — | Longueur —                                          | Durée —                                             | Nb. d’arrêts 12                                     | Matériel Bus                                        | Jours de fonctionnement L, Ma, Me, J, V             | Jour / Soir / Nuit / Fêtes O / N / N / N            | Voy. / an —                                         | Transporteur Nouvelle DANH Tourisme                 |
| 7     | Desserte : Lure, Quers, Citers, Saint-Sauveur et Luxeuil-les-Bains. |                                                     |                                                     |                                                     |                                                     |                                                     |                                                     |                                                     |                                                     |
| 7     | Autre : |                                                     |                                                     |                                                     |                                                     |                                                     |                                                     |                                                     |                                                     |
| 7     | Dernière actualisation : — |                                                     |                                                     |                                                     |                                                     |                                                     |                                                     |                                                     |                                                     |
| 8     | BUCEY-LES-GY ⥋ GRAY | BUCEY-LES-GY ⥋ GRAY                                 | BUCEY-LES-GY ⥋ GRAY                                 | BUCEY-LES-GY ⥋ GRAY                                 | BUCEY-LES-GY ⥋ GRAY                                 | BUCEY-LES-GY ⥋ GRAY                                 | BUCEY-LES-GY ⥋ GRAY                                 | BUCEY-LES-GY ⥋ GRAY                                 | BUCEY-LES-GY ⥋ GRAY                                 |
| 8     | Ouverture / Fermeture — / — | Longueur —                                          | Durée —                                             | Nb. d’arrêts 9                                      | Matériel Bus                                        | Jours de fonctionnement L, Ma, Me, J, V             | Jour / Soir / Nuit / Fêtes O / N / N / N            | Voy. / an —                                         | Transporteur Nouvelle DANH Tourisme                 |
| 8     | Desserte : Bucey-lès-Gy, Gy, Charcenne, Choye, Villefrancon, Velesmes-Échevanne, Ancier et Gray. |                                                     |                                                     |                                                     |                                                     |                                                     |                                                     |                                                     |                                                     |
| 8     | Autre : |                                                     |                                                     |                                                     |                                                     |                                                     |                                                     |                                                     |                                                     |
| 8     | Dernière actualisation : — |                                                     |                                                     |                                                     |                                                     |                                                     |                                                     |                                                     |                                                     |
| 9     | COMBEAUFONTAINE ⥋ GRAY | COMBEAUFONTAINE ⥋ GRAY                              | COMBEAUFONTAINE ⥋ GRAY                              | COMBEAUFONTAINE ⥋ GRAY                              | COMBEAUFONTAINE ⥋ GRAY                              | COMBEAUFONTAINE ⥋ GRAY                              | COMBEAUFONTAINE ⥋ GRAY                              | COMBEAUFONTAINE ⥋ GRAY                              | COMBEAUFONTAINE ⥋ GRAY                              |
| 9     | Ouverture / Fermeture — / — | Longueur —                                          | Durée —                                             | Nb. d’arrêts 21                                     | Matériel Bus                                        | Jours de fonctionnement L, Ma, Me, J, V             | Jour / Soir / Nuit / Fêtes O / N / N / N            | Voy. / an —                                         | Transporteur Nouvelle DANH Tourisme                 |
| 9     | Desserte : Combeaufontaine, Vauconcourt-Nervezain, Theuley, Membrey, Vaite, Dampierre-sur-Salon, Autet, Beaujeu-Saint-Vallier-Pierrejux-et-Quitteur, Montureux-et-Prantigny, Rigny, Arc-lès-Gray et Gray.                |                                                     |                                                     |                                                     |                                                     |                                                     |                                                     |                                                     |                                                     |
| 9     | Autre : |                                                     |                                                     |                                                     |                                                     |                                                     |                                                     |                                                     |                                                     |
| 9     | Dernière actualisation : — |                                                     |                                                     |                                                     |                                                     |                                                     |                                                     |                                                     |                                                     |
| 10    | PLANCHER-LES-MINES ⥋ BELFORT | PLANCHER-LES-MINES ⥋ BELFORT                        | PLANCHER-LES-MINES ⥋ BELFORT                        | PLANCHER-LES-MINES ⥋ BELFORT                        | PLANCHER-LES-MINES ⥋ BELFORT                        | PLANCHER-LES-MINES ⥋ BELFORT                        | PLANCHER-LES-MINES ⥋ BELFORT                        | PLANCHER-LES-MINES ⥋ BELFORT                        | PLANCHER-LES-MINES ⥋ BELFORT                        |
| 10    | Ouverture / Fermeture — / — | Longueur —                                          | Durée —                                             | Nb. d’arrêts 21                                     | Matériel Bus                                        | Jours de fonctionnement L, Ma, Me, J, V             | Jour / Soir / Nuit / Fêtes O / N / N / N            | Voy. / an —                                         | Transporteur SAS TARD Michel et fils                |
| 10    | Desserte : Plancher-les-Mines, Frahier-et-Chatebier, Châlonvillars et Belfort. |                                                     |                                                     |                                                     |                                                     |                                                     |                                                     |                                                     |                                                     |
| 10    | Autre : |                                                     |                                                     |                                                     |                                                     |                                                     |                                                     |                                                     |                                                     |
| 10    | Dernière actualisation : — |                                                     |                                                     |                                                     |                                                     |                                                     |                                                     |                                                     |                                                     |
| 11    | VILLERSEXEL ⥋ HÉRICOURT | VILLERSEXEL ⥋ HÉRICOURT                             | VILLERSEXEL ⥋ HÉRICOURT                             | VILLERSEXEL ⥋ HÉRICOURT                             | VILLERSEXEL ⥋ HÉRICOURT                             | VILLERSEXEL ⥋ HÉRICOURT                             | VILLERSEXEL ⥋ HÉRICOURT                             | VILLERSEXEL ⥋ HÉRICOURT                             | VILLERSEXEL ⥋ HÉRICOURT                             |
| 11    | Ouverture / Fermeture — / — | Longueur —                                          | Durée —                                             | Nb. d’arrêts 14                                     | Matériel Bus                                        | Jours de fonctionnement L, Ma, Me, J, V             | Jour / Soir / Nuit / Fêtes O / N / N / N            | Voy. / an —                                         | Transporteur Nouvelle DANH Tourisme                 |
| 11    | Desserte : Villersexel, Villers-la-Ville, Villargent, Saint-Ferjeux, Vellechevreux-et-Courbenans, Secenans, Crevans-et-la-Chapelle-lès-Granges, Saulnot, Champey, Couthenans et Héricourt.                               |                                                     |                                                     |                                                     |                                                     |                                                     |                                                     |                                                     |                                                     |
| 11    | Autre : |                                                     |                                                     |                                                     |                                                     |                                                     |                                                     |                                                     |                                                     |
| 11    | Dernière actualisation : — |                                                     |                                                     |                                                     |                                                     |                                                     |                                                     |                                                     |                                                     |
| 12    | LURE ⥋ HÉRICOURT | LURE ⥋ HÉRICOURT                                    | LURE ⥋ HÉRICOURT                                    | LURE ⥋ HÉRICOURT                                    | LURE ⥋ HÉRICOURT                                    | LURE ⥋ HÉRICOURT                                    | LURE ⥋ HÉRICOURT                                    | LURE ⥋ HÉRICOURT                                    | LURE ⥋ HÉRICOURT                                    |
| 12    | Ouverture / Fermeture — / — | Longueur —                                          | Durée —                                             | Nb. d’arrêts 5                                      | Matériel Bus                                        | Jours de fonctionnement L, Ma, Me, J, V             | Jour / Soir / Nuit / Fêtes O / N / N / N            | Voy. / an —                                         | Transporteur Nouvelle DANH Tourisme                 |
| 12    | Desserte : Lure, Belverne et Héricourt. |                                                     |                                                     |                                                     |                                                     |                                                     |                                                     |                                                     |                                                     |
| 12    | Autre : |                                                     |                                                     |                                                     |                                                     |                                                     |                                                     |                                                     |                                                     |
| 12    | Dernière actualisation : — |                                                     |                                                     |                                                     |                                                     |                                                     |                                                     |                                                     |                                                     |
| 13    | LUXEUIL-LES-BAINS ⥋ REMIREMONT | LUXEUIL-LES-BAINS ⥋ REMIREMONT                      | LUXEUIL-LES-BAINS ⥋ REMIREMONT                      | LUXEUIL-LES-BAINS ⥋ REMIREMONT                      | LUXEUIL-LES-BAINS ⥋ REMIREMONT                      | LUXEUIL-LES-BAINS ⥋ REMIREMONT                      | LUXEUIL-LES-BAINS ⥋ REMIREMONT                      | LUXEUIL-LES-BAINS ⥋ REMIREMONT                      | LUXEUIL-LES-BAINS ⥋ REMIREMONT                      |
| 13    | Ouverture / Fermeture — / — | Longueur —                                          | Durée —                                             | Nb. d’arrêts 15                                     | Matériel Bus                                        | Jours de fonctionnement L, Ma, Me, J, V             | Jour / Soir / Nuit / Fêtes O / N / N / N            | Voy. / an —                                         | Transporteur SAS TARD Michel et fils                |
| 13    | Desserte : Luxeuil-les-Bains, Fougerolles, Le Val-d'Ajol, Plombières-les-Bains et Remiremont. |                                                     |                                                     |                                                     |                                                     |                                                     |                                                     |                                                     |                                                     |
| 13    | Autre : |                                                     |                                                     |                                                     |                                                     |                                                     |                                                     |                                                     |                                                     |
| 13    | Dernière actualisation : — |                                                     |                                                     |                                                     |                                                     |                                                     |                                                     |                                                     |                                                     |
| 14    | AUBERTANS ⥋ VESOUL | AUBERTANS ⥋ VESOUL                                  | AUBERTANS ⥋ VESOUL                                  | AUBERTANS ⥋ VESOUL                                  | AUBERTANS ⥋ VESOUL                                  | AUBERTANS ⥋ VESOUL                                  | AUBERTANS ⥋ VESOUL                                  | AUBERTANS ⥋ VESOUL                                  | AUBERTANS ⥋ VESOUL                                  |
| 14    | Ouverture / Fermeture — / — | Longueur —                                          | Durée —                                             | Nb. d’arrêts 18                                     | Matériel Bus                                        | Jours de fonctionnement L, Ma, Me, J, V             | Jour / Soir / Nuit / Fêtes O / N / N / N            | Voy. / an —                                         | Transporteur Nouvelle DANH Tourisme                 |
| 14    | Desserte : Beaumotte-Aubertans, Cenans, Loulans-Verchamp, Montbozon, Fontenois-lès-Montbozon, Dampierre-sur-Linotte, Villers-le-Sec, Colombe-lès-Vesoul et Vesoul.                                                       |                                                     |                                                     |                                                     |                                                     |                                                     |                                                     |                                                     |                                                     |
| 14    | Autre : |                                                     |                                                     |                                                     |                                                     |                                                     |                                                     |                                                     |                                                     |
| 14    | Dernière actualisation : — |                                                     |                                                     |                                                     |                                                     |                                                     |                                                     |                                                     |                                                     |
| 15    | LURE ⥋ CHAMPAGNEY (BELFORT) | LURE ⥋ CHAMPAGNEY (BELFORT)                         | LURE ⥋ CHAMPAGNEY (BELFORT)                         | LURE ⥋ CHAMPAGNEY (BELFORT)                         | LURE ⥋ CHAMPAGNEY (BELFORT)                         | LURE ⥋ CHAMPAGNEY (BELFORT)                         | LURE ⥋ CHAMPAGNEY (BELFORT)                         | LURE ⥋ CHAMPAGNEY (BELFORT)                         | LURE ⥋ CHAMPAGNEY (BELFORT)                         |
| 15    | Ouverture / Fermeture — / — | Longueur —                                          | Durée —                                             | Nb. d’arrêts 13                                     | Matériel Bus                                        | Jours de fonctionnement L, Ma, Me, J, V             | Jour / Soir / Nuit / Fêtes O / N / N / N            | Voy. / an —                                         | Transporteur Nouvelle DANH Tourisme                 |
| 15    | Desserte : Lure, Roye, La Côte, Ronchamp et Champagney. |                                                     |                                                     |                                                     |                                                     |                                                     |                                                     |                                                     |                                                     |
| 15    | Autre : |                                                     |                                                     |                                                     |                                                     |                                                     |                                                     |                                                     |                                                     |
| 15    | Dernière actualisation : — |                                                     |                                                     |                                                     |                                                     |                                                     |                                                     |                                                     |                                                     |
| 17    | VAUVILLERS ⥋ LUXEUIL-LES-BAINS | VAUVILLERS ⥋ LUXEUIL-LES-BAINS                      | VAUVILLERS ⥋ LUXEUIL-LES-BAINS                      | VAUVILLERS ⥋ LUXEUIL-LES-BAINS                      | VAUVILLERS ⥋ LUXEUIL-LES-BAINS                      | VAUVILLERS ⥋ LUXEUIL-LES-BAINS                      | VAUVILLERS ⥋ LUXEUIL-LES-BAINS                      | VAUVILLERS ⥋ LUXEUIL-LES-BAINS                      | VAUVILLERS ⥋ LUXEUIL-LES-BAINS                      |
| 17    | Ouverture / Fermeture — / — | Longueur —                                          | Durée —                                             | Nb. d’arrêts 11                                     | Matériel Bus                                        | Jours de fonctionnement L, Ma, Me, J, V             | Jour / Soir / Nuit / Fêtes O / N / N / N            | Voy. / an —                                         | Transporteur Nouvelle DANH Tourisme                 |
| 17    | Desserte : Vauvillers, Mailleroncourt-Saint-Pancras, Cuve, Bouligney, Saint-Loup-sur-Semouse, Fontaine-lès-Luxeuil et Luxeuil-les-Bains.                                                                                 |                                                     |                                                     |                                                     |                                                     |                                                     |                                                     |                                                     |                                                     |
| 17    | Autre : |                                                     |                                                     |                                                     |                                                     |                                                     |                                                     |                                                     |                                                     |
| 17    | Dernière actualisation : — |                                                     |                                                     |                                                     |                                                     |                                                     |                                                     |                                                     |                                                     |
| 18    | GY ⥋ BESANÇON | GY ⥋ BESANÇON                                       | GY ⥋ BESANÇON                                       | GY ⥋ BESANÇON                                       | GY ⥋ BESANÇON                                       | GY ⥋ BESANÇON                                       | GY ⥋ BESANÇON                                       | GY ⥋ BESANÇON                                       | GY ⥋ BESANÇON                                       |
| 18    | Ouverture / Fermeture — / — | Longueur —                                          | Durée —                                             | Nb. d’arrêts 19                                     | Matériel Bus                                        | Jours de fonctionnement L, Ma, Me, J, V             | Jour / Soir / Nuit / Fêtes O / N / N / N            | Voy. / an —                                         | Transporteur Nouvelle DANH Tourisme                 |
| 18    | Desserte : Gy, Bucey-lès-Gy, Velleclaire, Villers-Chemin-et-Mont-lès-Étrelles, Oiselay-et-Grachaux, Bonnevent-Velloreille, Montboillon, Étuz, Cussey-sur-l'Ognon, Chambornay-lès-Pin, Vregille, Pin, Émagny et Besançon. |                                                     |                                                     |                                                     |                                                     |                                                     |                                                     |                                                     |                                                     |
| 18    | Autre : |                                                     |                                                     |                                                     |                                                     |                                                     |                                                     |                                                     |                                                     |
| 18    | Dernière actualisation : — |                                                     |                                                     |                                                     |                                                     |                                                     |                                                     |                                                     |                                                     |
| 19    | MELISEY ⥋ LURE | MELISEY ⥋ LURE                                      | MELISEY ⥋ LURE                                      | MELISEY ⥋ LURE                                      | MELISEY ⥋ LURE                                      | MELISEY ⥋ LURE                                      | MELISEY ⥋ LURE                                      | MELISEY ⥋ LURE                                      | MELISEY ⥋ LURE                                      |
| 19    | Ouverture / Fermeture — / — | Longueur —                                          | Durée —                                             | Nb. d’arrêts 6                                      | Matériel Bus                                        | Jours de fonctionnement L, Ma, Me, J, V             | Jour / Soir / Nuit / Fêtes O / N / N / N            | Voy. / an —                                         | Transporteur Nouvelle DANH Tourisme                 |
| 19    | Desserte : Mélisey, Saint-Germain et Lure. |                                                     |                                                     |                                                     |                                                     |                                                     |                                                     |                                                     |                                                     |
| 19    | Autre : |                                                     |                                                     |                                                     |                                                     |                                                     |                                                     |                                                     |                                                     |
| 19    | Dernière actualisation : — |                                                     |                                                     |                                                     |                                                     |                                                     |                                                     |                                                     |                                                     |
| 20    | VILLERSEXEL ⥋ LURE | VILLERSEXEL ⥋ LURE                                  | VILLERSEXEL ⥋ LURE                                  | VILLERSEXEL ⥋ LURE                                  | VILLERSEXEL ⥋ LURE                                  | VILLERSEXEL ⥋ LURE                                  | VILLERSEXEL ⥋ LURE                                  | VILLERSEXEL ⥋ LURE                                  | VILLERSEXEL ⥋ LURE                                  |
| 20    | Ouverture / Fermeture — / — | Longueur —                                          | Durée —                                             | Nb. d’arrêts 10                                     | Matériel Bus                                        | Jours de fonctionnement L, Ma, Me, J, V             | Jour / Soir / Nuit / Fêtes O / N / N / N            | Voy. / an —                                         | Transporteur Nouvelle DANH Tourisme                 |
| 20    | Desserte : Villersexel, Vy-lès-Lure, Magny-Vernois et Lure. |                                                     |                                                     |                                                     |                                                     |                                                     |                                                     |                                                     |                                                     |
| 20    | Autre : |                                                     |                                                     |                                                     |                                                     |                                                     |                                                     |                                                     |                                                     |
| 20    | Dernière actualisation : — |                                                     |                                                     |                                                     |                                                     |                                                     |                                                     |                                                     |                                                     |

## Communes desservies
Le réseau dessert les 110 communes suivantes :
- Aillevillers-et-Lyaumont
- Ainvelle
- Amance
- Amblans-et-Velotte
- Ancier
- Arc-lès-Gray
- Autet
- Auxon
- Baudoncourt
- Beaujeu-Saint-Vallier-Pierrejux-et-Quitteur
- Beaumotte-Aubertans
- Belfort
- Belverne
- Besançon
- Bonnevent-Velloreille
- Bougnon
- Bouligney
- Bucey-lès-Gy
- Cenans
- Châlonvillars
- Chambornay-lès-Pin
- Champagney
- Champey
- Charcenne
- Choye
- Citers
- Colombe-lès-Vesoul
- Colombier
- Combeaufontaine
- Comberjon
- Conflans-sur-Lanterne
- Corbenay
- Couthenans
- Crevans-et-la-Chapelle-lès-Granges
- Cussey-sur-l'Ognon
- Cuve
- Dampierre-sur-Linotte
- Dampierre-sur-Salon
- Émagny
- Étuz
- Faverney
- Flagy
- Fontaine-lès-Luxeuil
- Fontenois-lès-Montbozon
- Fougerolles
- Frahier-et-Chatebier
- Fretigney-et-Velloreille
- Genevreuille
- Grandvelle-et-le-Perrenot
- Gray
- Gy
- Héricourt
- La Chapelle-lès-Luxeuil
- La Côte
- La Neuvelle-lès-Scey
- La Villedieu-en-Fontenette
- Le Val-d'Ajol
- Loulans-Verchamp
- Lure
- Luxeuil-les-Bains
- Magny-Vernois
- Mailleroncourt-Saint-Pancras
- Mailley-et-Chazelot
- Mélisey
- Membrey
- Montboillon
- Montbozon
- Montureux-et-Prantigny
- Neurey-en-Vaux
- Oiselay-et-Grachaux
- Pin
- Plancher-les-Mines
- Plombières-les-Bains
- Polaincourt-et-Clairefontaine
- Pomoy
- Port-sur-Saône
- Quers
- Remiremont
- Rigny
- Ronchamp
- Roye
- Saint-Ferjeux
- Saint-Germain
- Saint-Loup-sur-Semouse
- Saint-Remy
- Saint-Sauveur
- Saulnot
- Saulx
- Scey-sur-Saône-et-Saint-Albin
- Secenans
- Senoncourt
- Theuley
- Vaite
- Varogne
- Vauconcourt-Nervezain
- Vauvillers
- Velesmes-Échevanne
- Vellechevreux-et-Courbenans
- Velleclaire
- Velleguindry-et-Levrecey
- Velleminfroy
- Vesoul
- Villargent
- Villefrancon
- Villers-Chemin-et-Mont-lès-Étrelles
- Villers-la-Ville
- Villers-le-Sec
- Villersexel
- Vregille
- Vy-lès-Lure